# Lucy Aharish
Lucy Aharish (en hébreu : לוּסִי אַהֲרִישׁ, en arabe : لوسي هريش) est une journaliste arabe israélienne, née en 1981.
Elle présente l'édition du soir de la chaîne d'information I24news ainsi qu'une émission diffusée sur Arutz 10.
Lucy Aharish est la première arabe musulmane à présenter un journal d'information en hébreu sur la chaîne de télévision publique israélienne. En 2018, elle est présentatrice sur Channel 13 après avoir dirigé le quotidien sur Channel 2. Elle est également reporter pour Channel 10, animatrice radio des émissions sur Radio 99 et présente plusieurs émissions nocturnes de Channel 1.

## Biographie

### Parcours
Lucy Aharish est née en 1981, dans la ville de Dimona, dans le sud d'Israël. Elle est la fille de Maaruf Aharish et Salwa Aharish, originaires de Nazareth.
Elle est la seule élève arabe et musulmane de son lycée, ce qui lui vaut des graffitis et moqueries sur les murs. En 2015, elle salue son ancien directeur de lycée, Meir Cohen, qui deviendra maire de Dimona, pour avoir pris une position intransigeante contre toute forme de racisme .

Elle affirme :
« Chaque fois qu'il trouvait un seul propos contre moi, il faisait bloquer l'intégralité du lycée. Il est venu devant toute la promo, il a dit ce genre de propos sont intolérables dans mon école. Le racisme est quelque chose que aucune société ne doit tolérer, et spécialement pas une société juive. Je ne sais pas si aujourd’hui  on trouve des directeurs d'un tel calibre dans le système éducatif ».
Lors du Carnaval de Pourim, elle se déguise en la Reine Esther tout en jeûnant le mois du Ramadan. Le jour de indépendance, elle s’habille en bleu et blanc.
Lors de l'été 1987, elle est âgée de 6 ans et accompagne ses parents dans la ville de Gaza pour acheter du tissu chez des commerçants. Sur le chemin du retour, des militants palestiniens qui pensaient que sa famille était juive s'approchent et jettent un cocktail molotov via la vitre. Lucy Aharish est partiellement brulée. Son cousin de 3 ans est grièvement brulé au troisième degré et hospitalisé pendant des mois. Elle affirme qu'en raison de cette expérience, bien qu'elle soit d'origine palestinienne, elle est méfiante.
Elle affirme comprendre la mentalité de l'électorat de droite :
« Je suis une arabe et j'ai grandie entourée de juifs marocains. Tout le monde a le sang chaud. J'étais musulmane, de droite et fan du Beitar Jérusalem. »
En 2009, elle s'identifie comme de gauche.

### Études
Elle décide de devenir une journaliste après avoir suivi des études de sciences sociales et de théâtre à l'université hébraïque de Jérusalem. Elle étudie le journalisme à la Koteret School de Tel Aviv, avant ensuite de poursuivre sa formation en Allemagne.

### Carrière

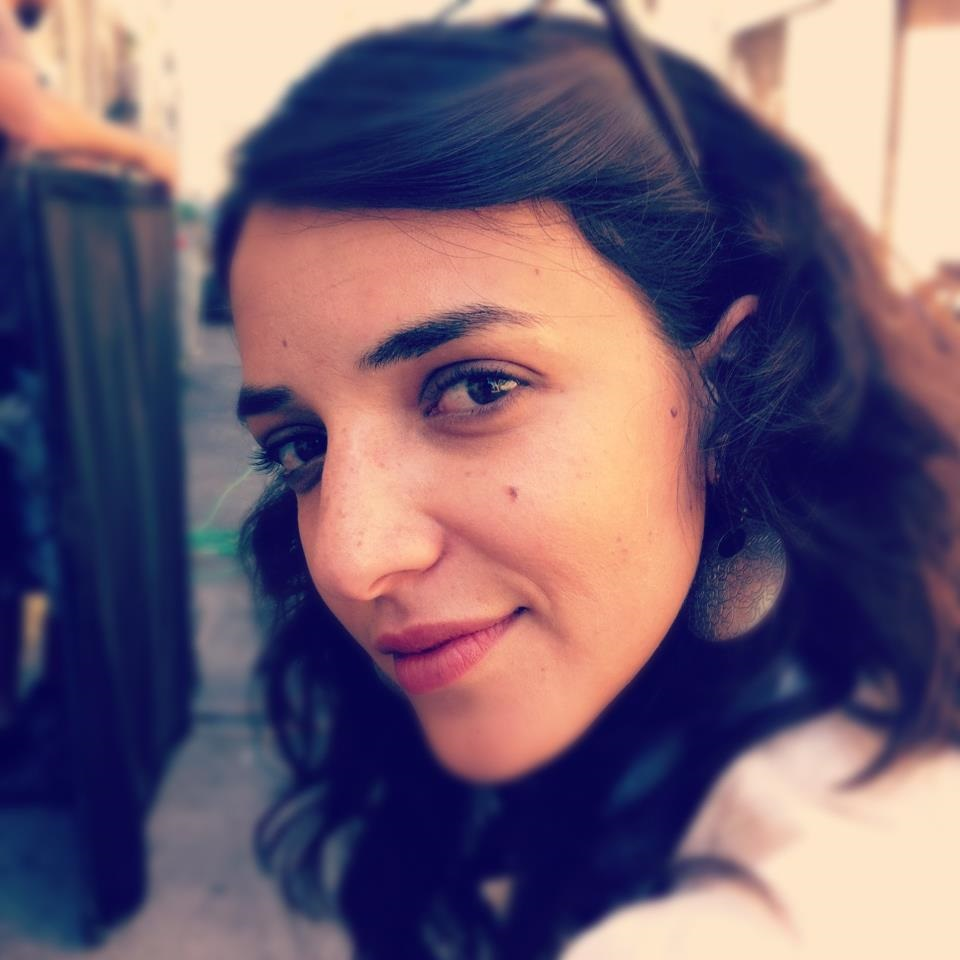
Lucy Aharish en 2013.

De retour d'Allemagne, Lucy Aharish s'est installée à Tel-Aviv.
Après un passage express de deux semaines comme reporter sur les affaires arabes au Yediot Aharonot, elle est recrutée par la chaîne de télévision israélienne Channel 10 en 2007, et devint alors la première présentatrice arabe d'un journal télévisée en Israël.
En 2008, elle quitte ce poste pour présenter l'émission Erev Tov toujours sur Channel 10, en compagnie de Guy Pines. Elle s'investit également à la radio, sur Channel 2, où elle anime une matinale avec Emmanuel Rosen et Maya Bengal.
En 2014, elle fait partie des 12 israéliens choisis pour allumer les flambeaux lors de la cérémonie officielle du jour de l'Indépendance (« Yom Haatzmaout ») au sommet du Mont Hertzl de Jérusalem.
Elle est insultée par un groupe extrémiste juif mais également par des groupes extrémistes arabes. Lucy réplique que ces critiques la laissent indifférente et que jamais elle ne s'excusera d’être israélienne arabe et musulmane.

#### Polémique et manifestation
Elle est remerciée par un de ses employeurs, la chaîne publique KAN 11 le 22 mars 2020 pour avoir organisé une grande manifestation en ligne contre le Premier ministre, Benyamin Netanyahou.
En pleine pandémie de COVID-19, la manifestation tenue sur Facebook Live compte plus de 600 000 personnes soit 10% du corps électoral du pays.
Lors de cette soirée, Aharish accuse le Premier ministre d'encourager la division entre les gens pour sa propre survie politique et ses intérêts personnels. Elle distribue en direct la parole à d'anciens hauts fonctionnaires, notamment l’ancien directeur du Mossad Ephraim Halevy, l’ex-patron du Shin Bet Yuval Diskin et l’ancien vice-président de la Cour Suprême Elyakim Rubinstein qui accusent Netanyahu d'abus de pouvoir grave et tentative de mise en place d'un régime autoritaire.
Après son renvoi, l'ancien Premier ministre israélien Ehud Olmert intervient personnellement pour la défendre et publie une tribune dans le Jérusalem Post. Il accuse la direction de la chaine publique d'avoir censuré Aharish sous pression politique et qualifie les proches de Netanyahu de « gang de criminels ».

### Idées et engagements
Lucy Aharish fait partie du casting du film World War Z, où elle interprète une jeune Palestinienne.
En juillet 2014, lors de l'opération Bordure Protectrice, elle accuse en direct un responsable du Hamas de tirer depuis des zones remplies de civils en utilisant des boucliers humains.
Lors du conflit, elle publie notamment un texte sur Facebook affirmant : « En ce moment, je ne suis ni arabe, ni israélienne, ni palestinienne, ni juive, ni musulmane, ni chrétienne, ni rien du tout. Je ne veux plus de morts, je ne veux plus de larmes, je ne veux plus de bombes, je ne veux plus de tirs de missiles, je ne veux entendre d'alarmes, il faut que ca s'arrête. »
Elle veut lutter contre méfiance entre communautés en Israël et estime « Israël est mon pays et j’en suis fière ! ».

### Vie privée
En octobre 2018, elle épouse l'acteur juif Tsahi Halevi tout en restant musulmane. Leur couple mixte est critiqué par les ultraconservateurs et orthodoxes.
Des députés de l'Union sioniste accusent les critiques conservateurs d’être des racistes et envoient leurs félicitations au couple,. Le couple estime « C'est vrai qu'on a reçu des critiques de juifs et arabes. Mais on a aussi reçu énormément de messages pleins d'amour, venant de la part d'israéliens juifs et arabes. »